# MIT Media Lab
 (mars 2015).

Logo.

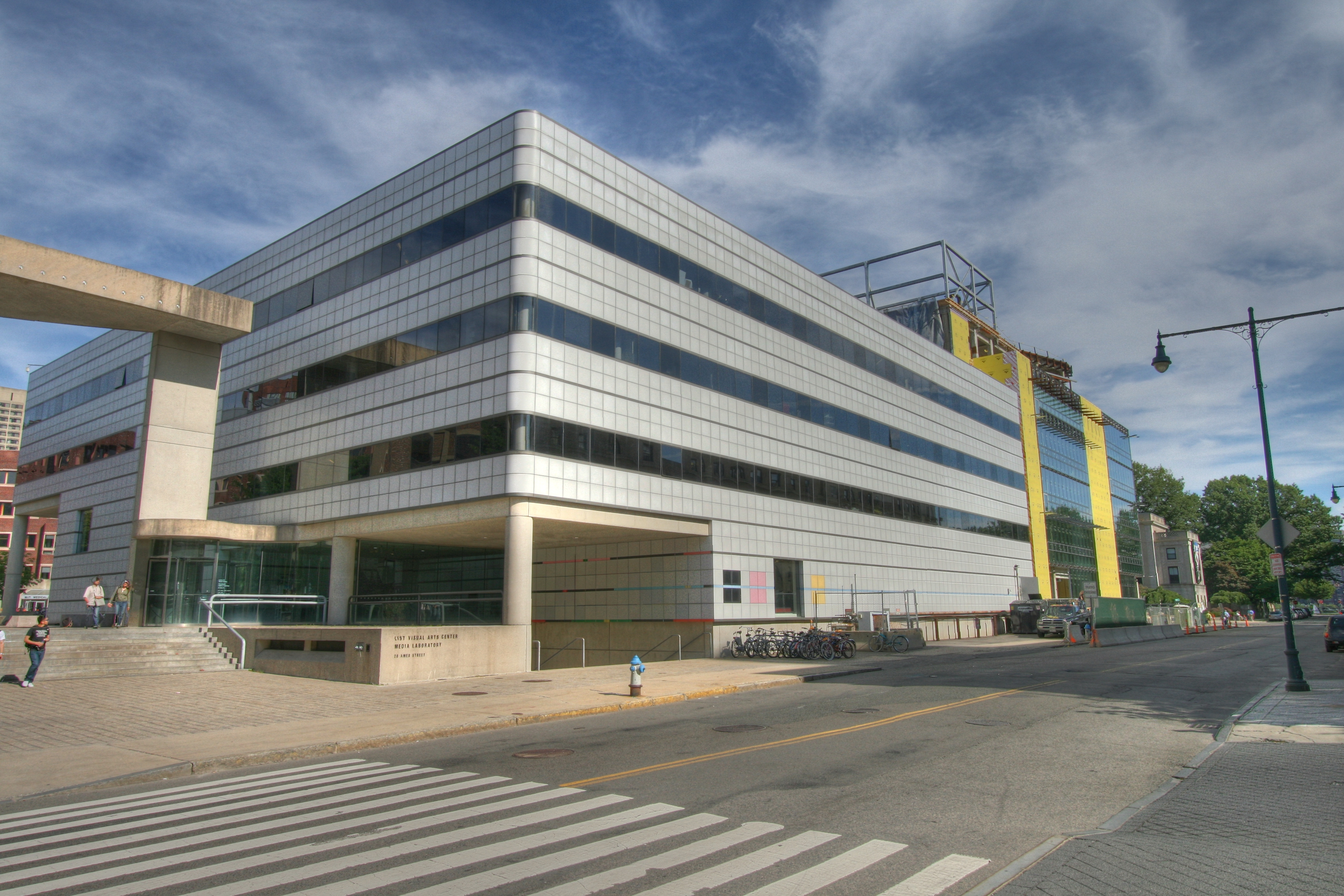
MIT Media Lab.

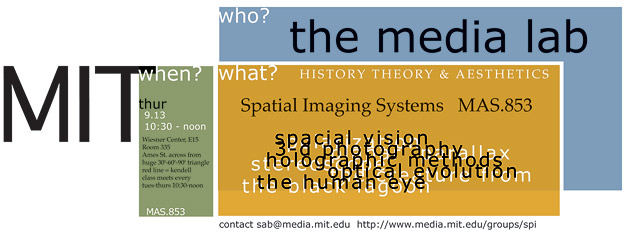
Publicité.

Le MIT Media Lab (appelé aussi the Media Lab) est un laboratoire d'un des Instituts du Massachusetts Institute of Technology nommé MIT School of Architecture and Planning.
Ce laboratoire est dédié aux projets de recherche mêlant design, multimédia et technologie. Le Media Lab est devenu populaire depuis les années 1990 grâce à des publications comme Wired ou Red Herring et pour une série d'inventions dans les domaines des réseaux sans fil, des réseaux de capteurs sans fil, des navigateurs Web et du World Wide Web. Récemment il s'est centré sur la conception et les technologies à finalités sociales. La fondation One Laptop per Child (OLPC) est l'une des initiatives qui sont sorties du Media Lab.
Le Media Lab a été fondé par le professeur Nicholas Negroponte et Jerome Wiesner ancien président du MIT. Il fut inauguré dans le bâtiment Wiesner conçu par l'architecte Ieoh Ming Pei en 1985.

## Administration
Le 25 avril 2011, Joichi Ito fut nommé nouveau directeur de Media Lab. Ito succéda à Nicholas Negroponte (1985-2000), Walter Bender (2000-2006), et Frank Moss (2006-2011)[réf. nécessaire].
Le Media Lab compte approximativement 70 membres administratifs. Les associés de direction du laboratoire sont Hiroshi Ishii et Andrew Lippman. Pattie Maes et Michael Resnick sont les coresponsables du programme d'arts médiatiques et de sciences. Le gestionnaire en chef de la connaissance du laboratoire est Henry Holtzman[réf. nécessaire].
À la suite des révélations faites par le New Yorker dans le cadre de l'affaire Epstein, et concernant le masquage de l'origine des fonds versés par le milliardaire au Media Lab, Joichi Ito démissionne le 7 septembre 2019.
En Décembre 2020, Dava Newman, professeur d'aéronautique et d'astronautique et ancien administrateur adjoint de la NASA sous Obama, a été nommé nouveau directeur du MIT Media Lab.

## Axes de recherche principaux

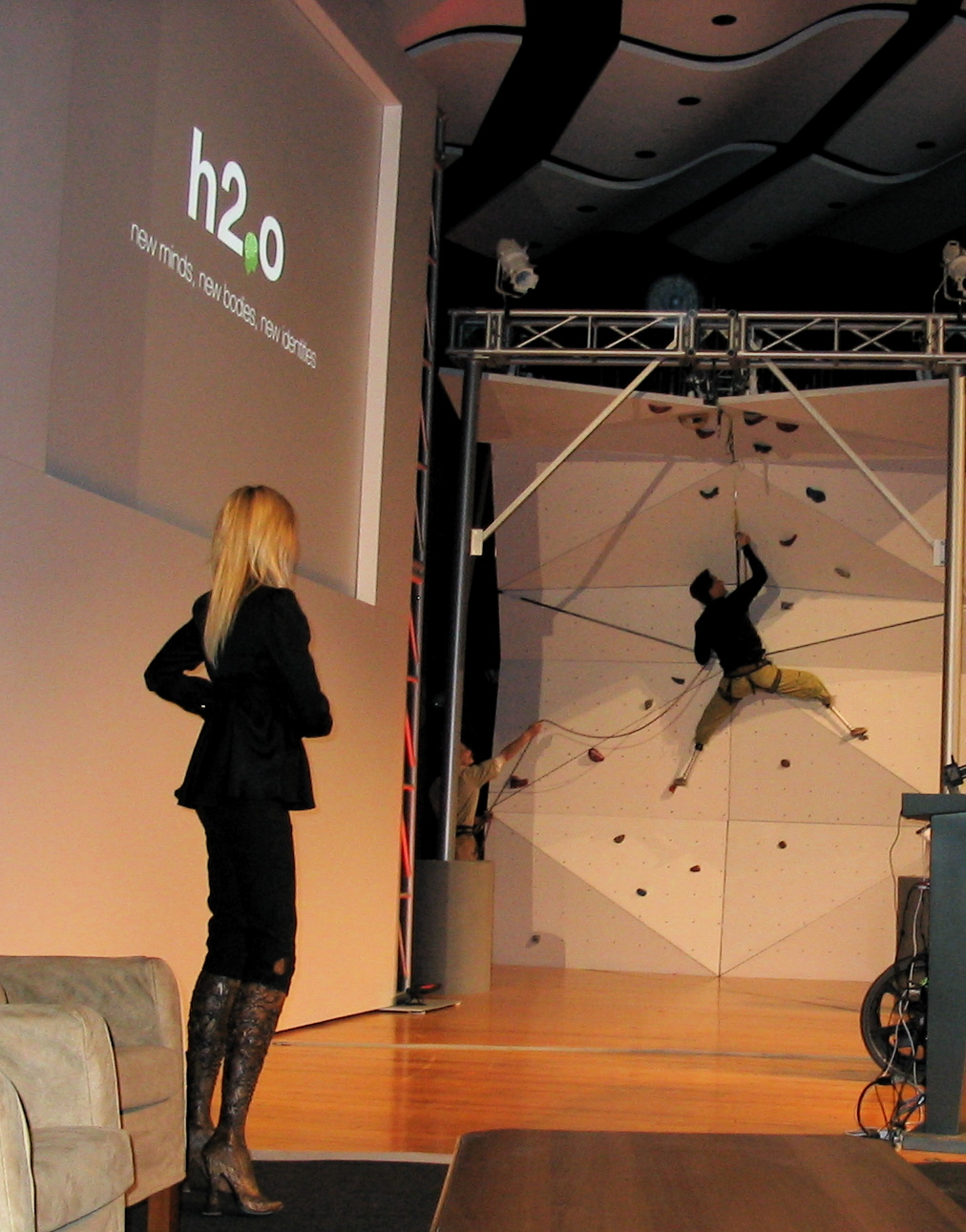
Le 9 mai 2007, Aimee Mullins, qui a des jambes artificielles, regarde Hugh Herr, également aux jambes artificielles, escalader le mur lors du symposium h2.0 du MIT Media Lab.

« Inventer un meilleur futur », est le thème des recherches menées par le Media Lab. L'un des axes principaux, qui englobe les travaux de plusieurs groupes de recherche est l'adaptabilité du corps humain. Cet axe fut mis en lumière lors du colloque h2.0 : nouvelles pensées, nouveaux corps, nouvelles identités. L’événement organisé en mai 2007 par Hugh Herr et John Hockenberry (en), accueillait de nombreux conférenciers dont entre autres : Oliver Sacks, Michael Graves, Aimee Mullins, Michael Chorost ou encore Susan Hockfield.
Au programme, des démonstrations de technologies utilisant le principe d'interface neuronale directe, mettant sur le devant de la scène les recherches visant à brouiller les frontières entre les individus « bien portants » et « handicapés ».
Les travaux présentés soulignent l'émergence des technologies liées au corps et à la pensée, modifiant ainsi notre conception des capacités du corps humain. Les intervenants ont débattu de nouvelles initiatives de recherche, comme un moyen de traiter la maladie d'Alzheimer ou la dépression, de remplacer les appareils médicaux des enfants ou des personnes âgées par des robots sociables, de développer des prothèses intelligentes capables d'égaler, voire de surpasser les membres biologiques. Le colloque a présenté de nombreux exemples de travaux qui sont un pas en avant vers la prochaine étape de la « révolution numérique ».
Les projets en cours au Media Lab tendent à influer sur l'humanité au sens large. Ces recherches initiées par ceux considérés comme « inaptes », dont le corps n'est pas à 100 % de ses capacités, vont en fait améliorer la vie de l'humanité entière[réf. nécessaire].
L'un des thèmes fondateurs du Media Lab est de développer de nouvelles technologies pour un monde en perpétuelle évolution. Une valeur déterminante que l'on retrouve dans des projets tels que One Laptop per Child, qui s'étend et se renforce par une collaboration totale au sein du Media Lab lui-même, ainsi qu'avec les chercheurs de toute la faculté du MIT, et avec le monde au sens large.
D'autres champs de recherche incluent les machines intelligentes (dotées de « bon sens »), la communication virale, des systèmes de capteurs avancés, ou encore les robots sociables et les prothèses « intelligentes » (évoqués lors de la conférence h2.0). La diversité des réalisations peut aller d'un programme qui convertit les dessins en compositions musicales (Symphony painter), à des moniteurs médicaux que l'on pourrait porter comme un vêtement, ou bien à de l'encre électronique.
Un grand nombre de groupes de recherche se concentrent sur des sujets liés à l'interaction entre l'homme et la machine. Bien que la conception de l'interface de l'utilisateur demeure traditionnelle, ils tendent à observer un point de vue plus large. Certains d'entre eux travaillent sur l'ajout de capteurs ou de télécommandes à différents objets tout à fait communs, pour en faire de nouveaux « objets intelligents » conscients de leur propre environnement, capables de prédire la volonté de leur utilisateur, ses émotions, et pouvant donc l'aider de manière plus efficace.
Le Media Lab mène également des recherches sur l'intégration de plus d'intelligence informatique dans les processus d'apprentissage. Ceci inclut des logiciels d'apprentissage mais aussi des « jouets pédagogiques intelligents », comme les LEGO Mindstorms (ou le PicoCrickets) aux briques programmables. Un certain nombre de groupes poursuivent des recherches sur des projets hybrides entre l'art et l'ingénierie, en vue de développer de nouveaux outils, médias, instruments de musique et autres formes d'art. Au Media Lab, la recherche est créative[non neutre]. De nombreuses mains élaborent des maquettes et prototypes, qui sont ensuite testés de façon intensive et dans différentes situations pour étudier leur utilisation. Le Media Lab met l'état des lieux de ses recherches à disposition sur un site web très détaillé et entièrement mis à jour plusieurs fois par an.

## Financement
La particularité de ce laboratoire est qu'il est presque entièrement financé par l'industrie. Plutôt que  d'accepter des financements sur la base d'un projet ou d'un groupe de travail, Media Lab demande aux sponsors de financer les thèmes du travail du laboratoire. Les compagnies de sponsors peuvent alors entrer en contact avec Media Lab de façon plus spontanée, mais en même temps les compagnies sont guidées par des relations bien établies avec des membres spécifiques du laboratoire de l'université. Ces membres assistent les sponsors pour les possibles bénéfices provenant de ces collaborations. Media Lab explore également de nouvelles méthodes pour ce qui concerne les connexions entre la recherche du laboratoire et les sponsors.
En plus de cela certains projets spécifiques et autres recherches sont financés de façon plus traditionnelle par les ministères, dont le NIH, NSF et DARPA. Et puis en associations avec d'autres départements ou écoles du MIT[Quoi ?]
En 2019, alors que l'affaire Epstein bat son plein, le New Yorker révèle que Media Lab a reçu plusieurs financements de la part de Jeffrey Epstein depuis 2013. Ces financements, illégaux en raison du passé judiciaire du milliardaire, ont vu leur origine masquée par le directeur du Media Lab, Joichi Ito. Nicholas Negroponte, l'un des anciens dirigeants du laboratoire, avait eu connaissance de ces dons, et avait conseillé à Ito de les accepter. L'hebdomadaire affirme également qu'un des dons a été transmis via Bill Gates, ce que l'intéressé réfute totalement. Ito doit démissionner, et la direction du MIT annonce une enquête indépendante sur ce financement.

## Propriété intellectuelle
Les compagnies qui sponsorisent le laboratoire de façon temporaire ou pour une période plus longue, peuvent partager la propriété intellectuelle du laboratoire sans avoir à demander d'autorisation ou payer de royalties. Par contre ceux qui ne sponsorisent pas Media Lab ne peuvent pas utiliser les réalisations du laboratoire pendant au moins deux ans après la décision du MIT et les sponsors de Media Lab.
Media Lab génère approximativement 20 nouveaux brevets par an.

## Branche de l'Université
Le programme « Arts et Sciences des Médias » s'inscrit dans le cadre de l'École d'Architecture et de Planification, un des cinq départements du MIT. Il comprend trois niveaux d'études: un doctorat, une maîtrise en sciences, et un programme alternatif à la première année au MIT, au cours duquel sont abordées des questions relatives au premier cycle d'études, et qui pourraient poser les bases de futurs axes de recherche. Les frais de tous les étudiants diplômés sont entièrement pris en charge (frais de scolarité, allocation de formation). Ils commencent le plus souvent comme assistants de recherche, et travaillent sur les projets de leurs enseignants, quand  ils ne participent pas aux cours. Ces activités de recherche prennent environ la moitié du temps de l'étudiant sur son programme d'études.
Arts et Sciences des Médias est un programme académique en relation étroite avec le Media Lab. La plupart des professeurs de ce programme sont en fait des professeurs du Media Lab. À quelques exceptions près, les étudiants qui obtiennent le diplôme en Arts et Sciences des Médias ont beaucoup gravité autour du Media Lab, qu'il s'agisse d'y suivre des cours ou de participer aux travaux de recherche. Certains étudiants issus d'autres programmes du MIT, comme Génie Mécanique, Génie Électrique ou Informatique, mènent des projets de recherche au Media Lab sous le tutorat d'un des professeurs, mais obtiennent leur diplôme dans d'autres départements.

## Architecture
Le Media Lab a dernièrement agrandi ses installations avec un nouveau bâtiment conçu par l'architecte Fumihiko Maki, lauréat du prix Pritzker. L'immeuble de six étages et de 15 100 m2 à l'architecture modulaire se présente comme un atelier ouvert, imaginé pour répondre au besoin de flexibilité qu'impliquent les nouvelles priorités de recherche de ses occupants. L'importante transparence entre les différentes parties du bâtiment a été pensée pour rendre visible ce qui s'y passe, pour encourager la transversalité entre projets et les échanges entre chercheurs. Les travaux ont commencé courant 2007, et les étudiants et chercheurs ont pu s'y installer en 2009. Le lancement du projet a été reporté à plusieurs reprises pour des questions de financement liées à la bulle Internet. Le nouveau bâtiment accueille également le « List Visual Art Center », le programme « Art, Culture et Technologie » de l'école d'Architecture et de Planification, et le programme « Études comparatives des Médias » du MIT.

## Membres du corps enseignant et chercheurs
Pour la plupart, les professeurs et membres du personnel de recherche du programme “Arts et Sciences des Médias” sont à la tête des principaux départements du Media Lab. Ils conseillent également les étudiants diplômés, ou leurs disciples non-diplômés du MIT. «La plupart des secteurs universitaires acceptent les étudiants diplômés selon leurs perspectives de réussite; le Media Lab essaie de sélectionner ceux qui seront en mesure d'apporter leur aide aux différents projets en cours», John Timmer Building The Next Big Thing: 25 Years of MIT's Media Lab.
Actuellement, le Media Lab compte plus de 25 professeurs et membres du personnel universitaire, ainsi que deux professeurs émérites : Marvin Minsky et Seymour Papert.
Il existe plusieurs chaires au sein du programme Arts et Sciences des MédiasMedia Lab :
- V. Michael Bove, Media à base d'objets
- Edward Boyden, Neurobiologie synthétique
- Cynthia Breazeal, Robots personnels
- Leah Buechley, High-low tech
- Hugh Herr, Biomécatronique
- César A. Hidalgo, Macro connections
- Henry Holtzman, Écologie de l'information, Vie numérique
- Hiroshi Ishii, Choses pensantes, média tangible
- Joi Ito, Directeur du Media Lab
- Joseph M. Jacobson, Machines moléculaires
- Sepandar Kamvar, Informatique et société
- Kent Larson, Déplacer
- Henry A. Lieberman, Agents logiciels
- Andrew Lippman, Espaces viraux, Vie numérique, Programme de développement des communications
- Tod Machover, Opéra du futur
- Pattie Maes, Interfaces fluides
- Marvin Minsky, Intelligence Artificielle (au MIT Lab), Opéra cérébral, Bon sens et informatique
- Frank Moss, Médecine et nouveaux médias
- Nicholas Negroponte, fondateur du Media Lab
- Neri Oxman, Matière-média
- Joseph A. Paradisio, Environnement sensible
- Alex 'Sandy' Pentland, Dynamique humaine
- Rosalind Picard, Informatique affective
- Ramesh Raskar, Culture photographique
- Mitchel Resnick, La vie à la maternelle
- Deb Roy, Machines cognitives
- Chris Schmandt, Discours et mobilité
- Barry L. Vercoe, Musique, pensée et machine
- Ethan Zuckerman, Média civique
- Rana el Kaliouby, chercheuse dans le domaine de la reconnaissance faciale IA

## Publications
- Dan Ariely, Predictably Irrational (HarperCollins 2008)
- Marvin Minsky, The Emotion Machine: Commonsense Thinking, Artificial Intelligence, and the Future of the Human Mind, Society of Mind
- William J. Mitchell, Imagining MIT: Designing a Campus for the Twenty-First Century, Me++: The Cyborg Self and the Networked City
- Rosalind Picard, Affective Computing
- John Maeda, The Laws of Simplicity, Design by Numbers
- Frank Moss, The Sorcerers and Their Apprentices: How the Digital Magicians of the MIT Media Lab Are Creating the Innovative Technologies That Will Transform Our Lives
- Nicholas Negroponte, Being Digital
- Cynthia L. Breazeal, Designing Sociable Robots, Biologically Inspired Intelligent Robots (coauteur avec Yoseph Bar-Cohen)
- Stephen A. Benton and V. Michael Bove, Jr., Holographic Imaging (Wiley 2008)
- Vanessa Stevens Colella, Eric Klopfer, Mitchel Resnick, Adventures in Modeling: Exploring Complex, Dynamic Systems with StarLogo
- Neil Gershenfeld, When Things Start to Think
- Seymour Papert, The Children's Machine: Rethinking School in the Age of the Computer, Mindstorms: Children, Computers, and Powerful Ideas
- Marvin Minsky, Seymour Papert, Perceptrons—Expanded Edition: An Introduction to Computational Geometry
- Mitchel Resnick, Turtles, Termites, and Traffic Jams: Explorations in Massively Parallel Microworlds
- Idit Harel Caperton, Children Designers

## Productions
Le projet MPEG-4 Structured Audio, développé au Media Lab est une norme ISO/CEI pour décrire le son (il permet la transmission de musique synthétique à débit très faible). Une application concrète de ce projet est la Carte vidéo d'Aspen (en), (précurseur du principe de Google Street View).
Un grand nombre des technologies développées au Media Lab sont devenus des produits commerciaux, comme les projets LEGO Mindstorms et WeDo LEGO, le pointeur rouge des ordinateurs portables IBM, l'hologramme Benton (en) utilisé pour la plupart des cartes de crédit, le Symphony Painter de Fisher Price (une interface qui transforme les dessins des enfants en musique), les réseaux sans fil (Nortel Wireless Mesh Network), les interfaces pour le calcul de probabilités (NTT Comware Sensetable), ou un karaoké qui met à jour les nouvelles chansons (Taito Karaoke-on-demand machine).
En 2001 le Media Lab collabore à la création de deux nouvelles branches : le Media Lab Asia basé en Inde et le Media Lab Europe en Irlande. Le gouvernement indien rompt temporairement leur association en 2003, et le Media Lab Europe a fermé en 2005.
Créé en collaboration avec le musée de l'informatique, le Computer Clubhouse est un réseau mondial de centres de cours du soir, qui se consacre aux jeunes issus des communautés défavorisées qui, sans lui, n'auraient pas accès à ces activités et aux outils technologiques.
En janvier 2005, le président du Media Lab Nicholas Negroponte a annoncé lors du Forum économique mondial un nouveau projet de recherche. Développer un ordinateur portable pour une valeur de 100 $, afin de révolutionner la façon dont les enfants du monde apprennent. L'organisme à but non lucratif One Laptop per Child a été créée pour superviser le projet, ce qui signifie que le MIT ne fabriquera ni ne distribuera aucun des appareils.
Le groupe de recherche sur la neurobiologie synthétique a mis au point des réactifs et des appareils capable d'analyser les circuits cérébraux qui sont aujourd'hui utilisés par des centaines de laboratoires de biologie dans le monde entier.

## Récompenses
Le site internet du Media Lab comporte une section « Report annuel au président » qui présente les réalisations produites chaque année.

## Productions dérivées

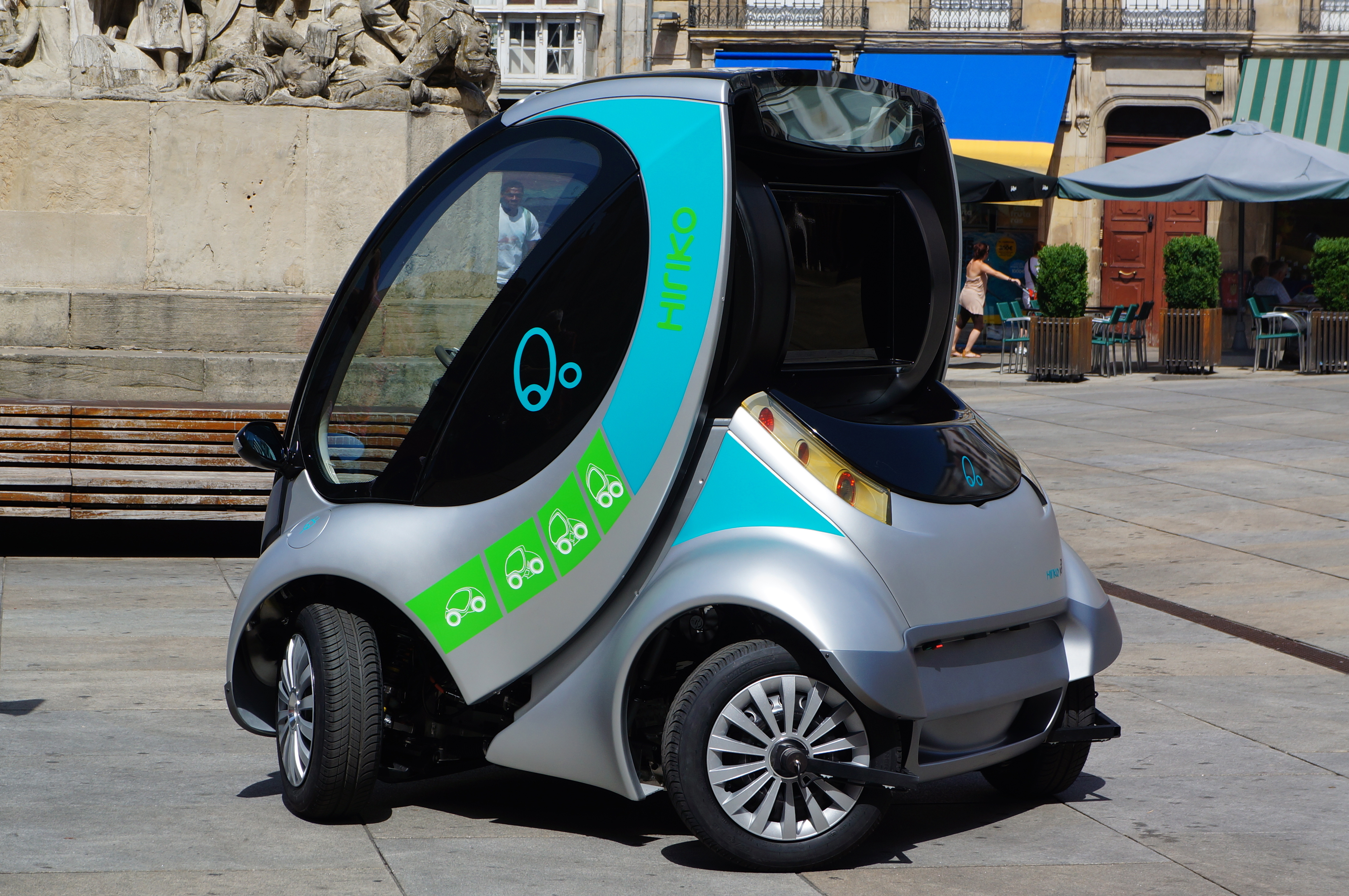
La Hiriko, voiture développée en Espagne par le consortium Hiriko Driving Mobility à partir de la CityCar, un concept-car citadin à propulsion électrique conçu au MIT Media Lab.

Les productions dérivées du Media Lab :
- E Ink (en), qui adapte le papier électronique à l'Amazon Kindle et Nook ;
- Harmonix, compagnie de création de jeu de Rock Band et Guitar Hero ;
- Holsonics, qui utilise son par ultrasons technologie pour créer les haut-parleurs « audio spotlight » ;
- One Laptop per Child's XO laptop ;
- Oblong industries, créateurs de l'écran digital utilisé par Tom Cruise dans Minority Report ;
- Sifteo, une compagnie qui a développé une table de jeu, créée à partir de Sifteo ;
- first Mile Solutions, qui permet la communication dans les infrastructures des communautés rurales ;
- ambient Devices, qui permet de consulter rapidement de petites informations ;
- nTag Interactive, qui permet de taguer des noms de façon interactive ;
- mobule, une application pour smartphone qui permet d'enquêter sur les interactions entre les gens ;
- squid Labs, compagnie de conseil d'industrie mécanique ;
- wireless 5th Dimensional Networking, Inc. (acquis en 2006), qui développe la première machine hybride de recherche ;
- Nanda, une compagnie qui commercialise the Clocky alarm clock ;
- reQall, une compagnie de memory aid ;
- Dimagi, une compagnie qui développe le logiciel pour des soins de santé dans les pays en voie de développement ;
- potion Design, une firme de design interactif ;
- Elance ;
- sugar Labs, designer du projet One Laptop per Child's XO's Sugar graphical user interface ;
- the Echo Nest, une plateforme de musique.